# Heriot's Rugby Club
Heriot's Rugby Club est un club de rugby écossais situé à Édimbourg qui évolue dans le Championnat d'Écosse.

## Histoire
Le club est fondé en 1890 par d'anciens élèves du lycée George Heriot's School d'Édimbourg. Il remporté à plusieurs reprises le championnat national.

## Palmarès
- Champion d'Écosse (non officiel) : 1920
- Champion d'Écosse (Scottish Premiership Division 1) : 1979, 1999, 2000, 2015, 2016
- Coupe d'Écosse : 2003, 2009, 2014, et 2016

## Joueurs célèbres
Le club a fourni 47 joueurs à l’Équipe d'Écosse depuis 1922.
- Andy Irvine (51)
- Iain Milne (44)
- John Beattie (25)
- Kenny Milne (39)
- Simon Taylor (41)
- Gordon Ross (18)
- Bruce Douglas (36)
- Dan Drysdale (26)